# Quadro de medalhas dos Jogos Parapan-Americanos de 2003
O Quadro de medalhas dos Jogos Parapan-Americanos de 2003 é uma lista que classifica os Comitês Paraolímpicos Nacionais de acordo com o número de medalhas conquistadas nos Jogos realizados em Santo Domingo, na República Dominicana.
| Pos. | País           | Ouro | Prata | Bronze | Total |
| ---- | -------------- | ---- | ----- | ------ | ----- |
| 1    | México         | 101  | 74    | 45     | 220   |
| 2    | Brasil         | 80   | 53    | 31     | 164   |
| 3    | Argentina      | 49   | 48    | 41     | 138   |
| 4    | Venezuela      | 30   | 20    | 22     | 72    |
| 5    | Canadá         | 13   | 7     | 3      | 23    |
| 6    | Estados Unidos | 10   | 8     | 6      | 24    |
| 7    | Colômbia       | 5    | 6     | 9      | 20    |
| 8    | Uruguai        | 4    | 3     | 2      | 9     |
| 9    | Costa Rica     | 4    | 1     | 2      | 7     |
| 10   | Peru           | 2    | 2     | 2      | 6     |
| 11   | Cuba           | 2    | 0     | 1      | 3     |
| 12   | Chile          | 1    | 5     | 6      | 12    |
| 13   | Equador        | 1    | 1     | 1      | 3     |
| 14   | Bolívia        | 0    | 1     | 1      | 2     |